# Всенаправленный дальномерный радиомаяк

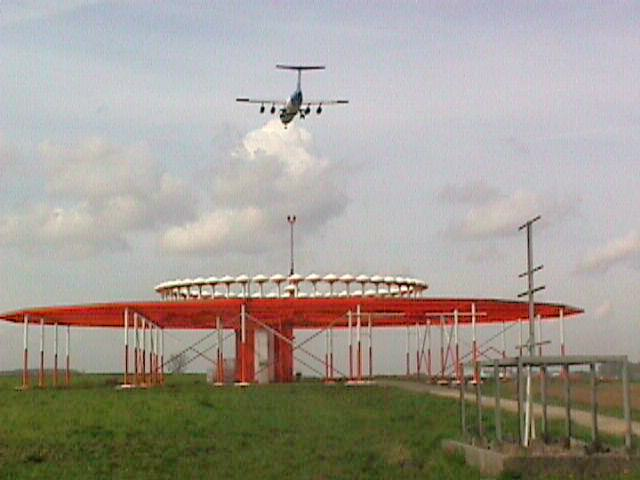
Маяк VOR, совмещенный с DME

Всенаправленный дальномерный радиомаяк или РМД (англ. distance measuring equipment, DME) — вид радионавигационной системы, обеспечивающей определение расстояния от наземной станции до воздушного судна. Основана на измерении длительности прохождения радиосигнала.

## Принцип работы
Как на воздушном судне, так и на наземной станции для работы в системе DME установлены приёмник и ОВЧ/УВЧ/СВЧ передатчик (УКВ/VHF, ДМВ/UHF, СМВ/SHF диапазоны).

Приёмоиндикатор DME и VOR/ADF, устанавливаемый в кабине воздушного судна

При определении расстояния до наземной станции передатчик на борту самолёта излучает пару сигналов определённой длительности, с определённой задержкой. На наземной станции, которая на практике обычно совмещена с навигационной системой VOR (см. VOR/DME), установлен ответчик, передающий ответный сигнал на предписанной частоте. Расстояние до наземной станции определяется по времени задержки ответного сигнала. Иногда также оборудование DME может быть размещено вместе с курсо-глиссадной системой (ILS) для определения расстояния до станции при заходе на посадку.
Сочетание дальномерного оборудования с азимутальным маяком (например, VOR) позволяет однозначно определить положение воздушного судна в пространстве.